# Фронтекс
Европска агенција за граничну и обалску стражу (енгл. European Border and Coast Guard Agency), позната као Фронтекс (енгл. Frontex), агенција је Европске уније (ЕУ) са седиштем у Варшави. У координацији са граничним и обалским стражама држава чланица, врши граничну контролу шенгенске зоне, у домену слободе, безбедности и правде.‍:1 Формално, надлежност Фронтекса је да „подржава државе чланице на терену у њиховим напорима да заштите спољне границе”.‍:5 Нема овлашћења да поступа другачије осим ако се „контрола спољних граница” [од стране државе чланице] „не учини неефикасном до те мере да ризикује да угрози функционисање шенгенске зоне”.‍:57

## Историја
Слобода кретања људи, робе, услуга и капитала био је један од важних циљева европске интеграције. Још 1957. године ова вредност уграђена је у темеље заједнице Римском уговором. Током 1980-их година, Белгија, Француска, Немачка, Луксембург и Холандија створиле су територију без унутрашњих граница где је било омогућено управо слободно кретање људи. У том контексту, потписан је и први споразум у луксембуршком селу Шенген. Након формирања шенгенске зоне, 1995. године, контроле на унутрашњим границама земаља чланица су укинуте и формирана је јединствена спољна граница. Временом су се правила која регулишу визе и право на азил усаглашавала, да би данас била заједничка за све земље шенгенгенског простора. Државе шенгенског простора су, у циљу усаглашавања равнотеже између слободе и сигурности, увеле додатне мере које су усмерене ка сарадњи полицијских и правосудних органа. Управо ова сарадња постала је темељ очувања безбедности унутар шенгенског простора. Потписивањем Амстердамског споразума, 1999. године, сарадња међу владама ових земаља укључена је у оквир Европске уније.
Након тога, Савет за правосуђе и унутрашње послове наставио је да развија јачање сарадње у области миграција, азила и безбедности. У контексту управљања границама, створена је заједничка јединица за спољне границе коју чине чланови Стратешког одбора за имиграцију, границе и азил (СЦИФА) и шефови националних служби за контролу граница. Задатак им је био да надгледају пилот пројекте на нивоу Европске уније и спроводе низ заједничких операција.
Са циљем унапређења регулативе и процедура заједничких јединица, основана је Европска агенција за управљање оперативном сарадњом на спољним границама држава чланица ЕУ – Фронтекс и то Уредбом Савета (ЕЗ) од 26. октобра 2004. године. У септембру 2016. године, ова Уредба је укинута, чиме је основана данашња Агенција за европску граничну и обалску стражу - Фронтекс.

## Улога Фронтекса
Основне улоге операција које спроводи Фронтекс јесу: борба против трговине људима и кријумчарења; борба против прекограничног криминала; откривање фалсификованих докумената; надзор граница; мониторинг миграционих токова; пружање подршке националним властима у контроли граница и обалска стража.

## Сарадња Фронтекса са државама изван ЕУ
Фронтекс је активан и ван држава Европске уније и то на основу споразума о статусу са Европском комисијом. Стога ова агенција има своје операције и у земљама ван ЕУ: у Молдавији, Републици Србији, Црној Гори и Албанији. У области Западног Балкана одвија се неколико копнених и поморских операција Фронтекса. С обзиром да је током 2023. године Западни Балкан био друга по интензитету избегличко-мигрантска рута ка земљама ЕУ, Фронтекс пружа подршку у решавању високог миграционог притиска и доприноси откривању прекограничног криминала кроз сарадњу са надлежним институцијама ових земаља (откривање фалсификованих докумената, украдених аутомобила, наркотика, оружја итд.).

## Сарадња Фронтекса са Србијом
Фронтекс има успостављену сарадњу са Републиком Србијом, земљом кандидатом за чланство у ЕУ кроз потписане протоколе о сарадњи, а у циљу усклађивања контроле својих граница са стандардима ЕУ. Протоколи дефинишу, пре свега, сарадњу у сфери размене информација граничних служби.  У фебруару 2009. године Министарство унутрашњих послова Републике Србије и Фронтекс потписале су радни аранжман о сарадњи. Исти споразум су потписале и остале земље Западног Балкана, чиме је створена Мрежа за анализу ризика за Западни Балкан. У контексту Србије, ова анализа закључује да постоји масовна нелегална имиграција Албанаца и из Албаније и са Косова и Метохије у земље ЕУ, транзит нелеганлих имиграната из Јужне Азије, са Блиског Истока и из Африке преко територије Западног Балкана, укључујући и Србију, и то је посебно изражено након визне либерализације Републике Србије, Северне Македоније и Црне Горе 2009. године.